# Джовани Фиески
Вижте пояснителната страница за други личности с името Джовани.
Джовани Фиески (на италиански: Giovanni Fieschi; * 13 или 14 век, Генуа; † декември 1384, Рим) от фамилията Фиески, е от 1348 до 1384 г. епископ на Верчели и от 1378 г. кардинал на католическата църква.

## Произход и духовна кариера
Произлиза от фамилията на папите Инокентий IV и Адриан V.
Той е капелан на папата. През 1348 г. е избран за епископ на Верчели. Папа Урбан VI го прави на 13 септември 1378 г. кардинал-свещеник на Сан Марко в Рим.